# Кубок Швейцарії з футболу 1934—1935
Десятий розіграш Кубка Швейцарії, що проводився з 19 серпня 1934 по 19 травня 1935 року. Переможцем вперше став клуб «Лозанна-Спорт».

## 1/32 фіналу
| Команда 1          | Рахунок   | Команда 2           |
| ------------------ | --------- | ------------------- |
| 7.10.1934, 15:30   |           |                     |
| Аарау              | 5:1       | Ла Тур-де-Пельц     |
| Беллінцона         | 0:1       | Базель              |
| Берн               | 7:0       | Шенуа               |
| Біль-Б'єнн         | 2:0       | Б'єнн-Бужан         |
| Боттеччія Базель   | 0:1       | Конкордія Базель    |
| Брюль Санкт-Галлен | 6:1       | Кіккерс Люцерн      |
| К'яссо             | 3:1       | Біршвельден         |
| Дерендінген        | 1:0       | Гренхен             |
| Дополоваро Женева  | 3:2       | Герлафінген         |
| Етуаль Каруж       | 4:2       | Нідау               |
| Фройнфельд         | 2:3       | Локарно             |
| Ювентус Цюрих      | 2:3       | Грассгоппер         |
| Ла Шо-де-Фон       | 2:0       | Поррентруй          |
| Лангнау            | 2:6       | Уранія Женева Спорт |
| Люцерн             | 5:3       | Адлішвіль           |
| Лугано             | 7:1       | Зеєбах              |
| Монте              | 1:2       | Веве                |
| Монтро-Спортс      | 0:5       | Лозанна             |
| Нордштерн Базель   | 9:1       | Арбон               |
| Олд Бойз           | 3:5 (д.ч) | Блю Старз Цюрих     |
| Расінг Лозанна     | 3:1       | Ольтен              |
| Санкт-Галлен       | 1:0       | Кройцлінген         |
| Серветт Женева     | 9:1       | Фрібур              |
| Спарта Шаффгаузен  | 3:0       | Альшвіль            |
| Сьєр               | 2:3       | Золотурн            |
| Сент-Ім'єр         | 1:2       | Річмонд             |
| Тесс               | 0:1       | Вінтертур           |
| Веденшвіль         | 4:2       | Луганезі            |
| Янг Бойз           | 12:0      | Вілльнев-Спортс     |
| Янг Фелловз Цюрих  | 2:0       | Баден               |
| Цофінген           | 0:1       | Кантональ Невшатель |
| Цюрих              | 1:3 (д.ч) | Волен               |

## 1/16 фіналу
| Команда 1           | Рахунок   | Команда 2           |
| ------------------- | --------- | ------------------- |
| 18.11.1934, 14:30   |           |                     |
| Базель              | 5:2       | Санкт-Галлен        |
| Берн                | 4:1       | Расінг Лозанна      |
| Блю Старз Цюрих     | 0:3       | Лугано              |
| Брюль Санкт-Галлен  | 1:2       | Янг Фелловз Цюрих   |
| Кантональ Невшатель | 1:2       | Серветт Женева      |
| Конкордія Базель    | 2:0       | Волен               |
| Ла Шо-де-Фон        | 3:1       | Дополоваро Женева   |
| Дерендінген         | 1:5       | Уранія Женева Спорт |
| Локарно             | 6:1       | Спарта Шаффгаузен   |
| Лозанна             | 5:2       | Біль-Б'єнн          |
| Люцерн              | 1:2       | Нордштерн Базель    |
| Рішемон-Дейллетте   | 1:5       | Золотурн            |
| ФК Веве             | 0:2       | Етуаль Каруж        |
| Веденшвіль          | 1:7       | Грассгоппер         |
| Вінтертур           | 1:4       | К'яссо              |
| Аарау               | 1:1 (д.ч) | Янг Бойз            |

### Перегравання
| Команда 1         | Рахунок | Команда 2 |
| ----------------- | ------- | --------- |
| 01.12.1934, 14.30 |         |           |
| Янг Бойз          | 4:0     | Аарау     |

## 1/8 фіналу
| Команда 1           | Рахунок   | Команда 2        |
| ------------------- | --------- | ---------------- |
| 03.12.1934, 14:30   |           |                  |
| Базель              | 2:0       | К'яссо           |
| Конкордія Базель    | 1:7       | Нордштерн Базель |
| Ла Шо-де-Фон        | 1:2       | Берн             |
| Лозанна-Спорт       | 7:1       | Етуаль Каруж     |
| Лугано              | 4:0       | Локарно          |
| Уранія Женева Спорт | 2:0       | Золотурн         |
| Янг Бойз            | 1:2 (д.ч) | Серветт Женева   |
| Янг Фелловз Цюрих   | 1:2       | Грассгоппер      |

## Чвертьфінали
| Команда 1         | Рахунок | Команда 2           |
| ----------------- | ------- | ------------------- |
| 03.03.1935, 14:30 |         |                     |
| Базель            | 5:3     | Лугано              |
| Берн              | 2:0     | Серветт Женева      |
| Грассгоппер       | 2:3     | Нордштерн Базель    |
| Лозанна-Спорт     | 8:0     | Уранія Женева Спорт |

## Півфінали
| Команда 1         | Рахунок | Команда 2        |
| ----------------- | ------- | ---------------- |
| 22.04.1935, 14:30 |         |                  |
| Берн              | 1:2     | Лозанна-Спорт    |
| Базель            | 2:3     | Нордштерн Базель |

| 22 квітня |

| «Берн»      | 1:2 | «Лозанна»                  |
| ----------- | --- | -------------------------- |
| 60' Герольд |     | 23' Штельцер 36' Спаньйолі |

| «Нойфельд», Берн Глядачів: 10000 Арбітр: Карл Вундерлін (Базель) |

- Берн: Ернст Тройберг, Луї Гобе, Ганс Штек, Вілльям Баумгартнер, Імгоф, Отто Колер, Джеймс Таунлі, Карл Герольд, Лео-Пауль Біллетер, Енгельберт Беш, Різвельйо Ваккані
- Лозанна: Франк Сешеай, Август Леманн, Ганс Штальдер, Гарт, Роберт Вайллер (к), Жан Біксель, Адольф Штельцер, Віллі Єггі IV, Іштван Грос, Жак Спаньйолі, Жан-П'єр Роша.

| 22 квітня |

| «Нордштерн»                    | 3:2 | «Базель»          |
| ------------------------------ | --- | ----------------- |
| 12' Мелер, 27' (пен.) 33' Бюхе |     | 40' 61' (пен.) Єк |

| «Ранкгоф», Базель Глядачів: 12000 Арбітр: Ганс Ендерлі (Вінтертур) |

- Нордштерн: Альберт Гауззенер, Рудольф Грайнер, Пауль Буркарт, Ервін Кальтенбрюннер, Артур Леманн, Ганс Висс, Якуб Мелер, Фердинанд Весели, Альберт Бюхе, Мартінолі, Петер Сабо.
- Базель: Курт Імгоф, Карл Більзер (Бюхі, 46), Еміль Гуммель, Грайнер, Гюфшмід, Пауль Шауб, Вальтер Мюллер, Цубер, Отто Гафтль, Шлехт, Альфред Єк.

## Фінал
Фінальний матч був зіграний 19 травня 1935 на стадіоні «Стад Олімпік де ла Понтез» у Лозанні.
| Команда 1         | Рахунок | Команда 2        |
| ----------------- | ------- | ---------------- |
| 19.05.1935, 15:30 |         |                  |
| Лозанна-Спорт     | 10:0    | Нордштерн Базель |

| 19 травня |

| «Лозанна»                                                                 | 10:0 | «Нордштерн» |
| ------------------------------------------------------------------------- | ---- | ----------- |
| 27' 61' 72' 83' Єггі 55' Грос 58' 62' 65' Спаньйолі 60' Роша 73' Штельцер |      |             |

| «Стад Олімпік де ла Понтез», Лозанна Глядачів: 10000 Арбітр: Рудольф Віттвер (Женева) |

Лозанна: Франк Сешеай, Август Леманн, Ганс Штальдер, Адольфо Спіллер, Роберт Вайллер (к), Жан Біксель, Адольф Штельцер, Віллі Єггі IV, Іштван Грос, Жак Спаньйолі, Жан-П'єр Роша. Тренер: Альвін Рімке.
Нордштерн: Альберт Гауззенер, Рудольф Грайнер, Пауль Буркарт, Ервін Кальтенбрюннер, Артур Леманн, Ганс Висс, Якуб Мелер, Фердинанд Весели, Альберт Бюхе, Ервін Баммерт, Петер Сабо. Тренер: Петер Сабо